# Северные луо
Северные лу́о — группа родственных народов в составе нилотов, живущих на юге Судана и юго-западе Эфиопии. По оценке на 2009 год, общая численность северных луо составляла 900 тыс. чел., в том числе 840 тыс. чел. — в Судане и 60 тыс. чел. — в Эфиопии (ануак). Расселены по периферии северной части южных луо (динка и нуэр).
Выделяются следующие народы в составе северных луо:
- на юге штата Голубой Нил и северо-востоке штата Верхний Нил:
  - джумджум — 60 тыс. по р. Ахмар
  - бурун — 140 тыс. по рекам Тунбак и Ябус; св. 100 тыс. говорят по-арабски
  - мабаан (мебан, южные бурун) — 60 тыс. по рекам Ябус, Тунбак и Дага
- ануак (язык — аньюуа) — по рекам Баро, Гило, Пибор и Акобо; восток штата Джонглий (Судан, 76 тыс.) и в регионе Гамбела (Эфиопия, 60 тыс.)
- пари (28 тыс.) — на западе штата Восточная Экватория;
- шиллук (333 тыс.) — на северо-западе штата Верхний Нил;[1]
- на юго-западе Судана (в штатах Западный Бахр-эль-Газаль, Северный Бахр-эль-Газаль, Вараб, Озёрный, Западная Экватория):
  - джур (лво, язык — луво; 150 тыс.)
  - тури[англ.] (катт, шатт; 7 тыс.)
  - бор (беланда-бор; 15 тыс.)

Говорят на языках северной подгруппы луоских языков, которые входят в западную подветвь нилотских языков; распространён также арабский язык и динка.
Большинство северных луо сохраняет традиционные верования (культ сил природы, культ предков), часть — мусульмане и христиане. Основное занятие — скотоводство.